# Saussemesnil
Saussemesnil, auch Sauxemesnil oder Sauxemesnil-Ruffosses genannt, ist eine französische Gemeinde mit 912 Einwohnern (Stand 1. Januar 2022) im Département Manche in der Region Normandie. Sie gehört zum Kanton Valognes und zum Arrondissement Cherbourg. 
Nachbargemeinden sind Le Mesnil-au-Val im Nordwesten, Gonneville-Le Theil im Nordosten, Montaigu-la-Brisette im Osten, Tamerville im Südosten, Saint-Joseph im Südwesten und Brix im Westen.

## Bevölkerungsentwicklung
| Jahr      | 1962 | 1968 | 1975 | 1982 | 1990 | 1999 | 2008 | 2018 |
| --------- | ---- | ---- | ---- | ---- | ---- | ---- | ---- | ---- |
| Einwohner | 762  | 726  | 681  | 772  | 853  | 915  | 918  | 880  |

## Sehenswürdigkeiten
- Kirche Notre-Dame des Anges im Ortsteil Ruffosses
- Kirche Saint-Grégoire

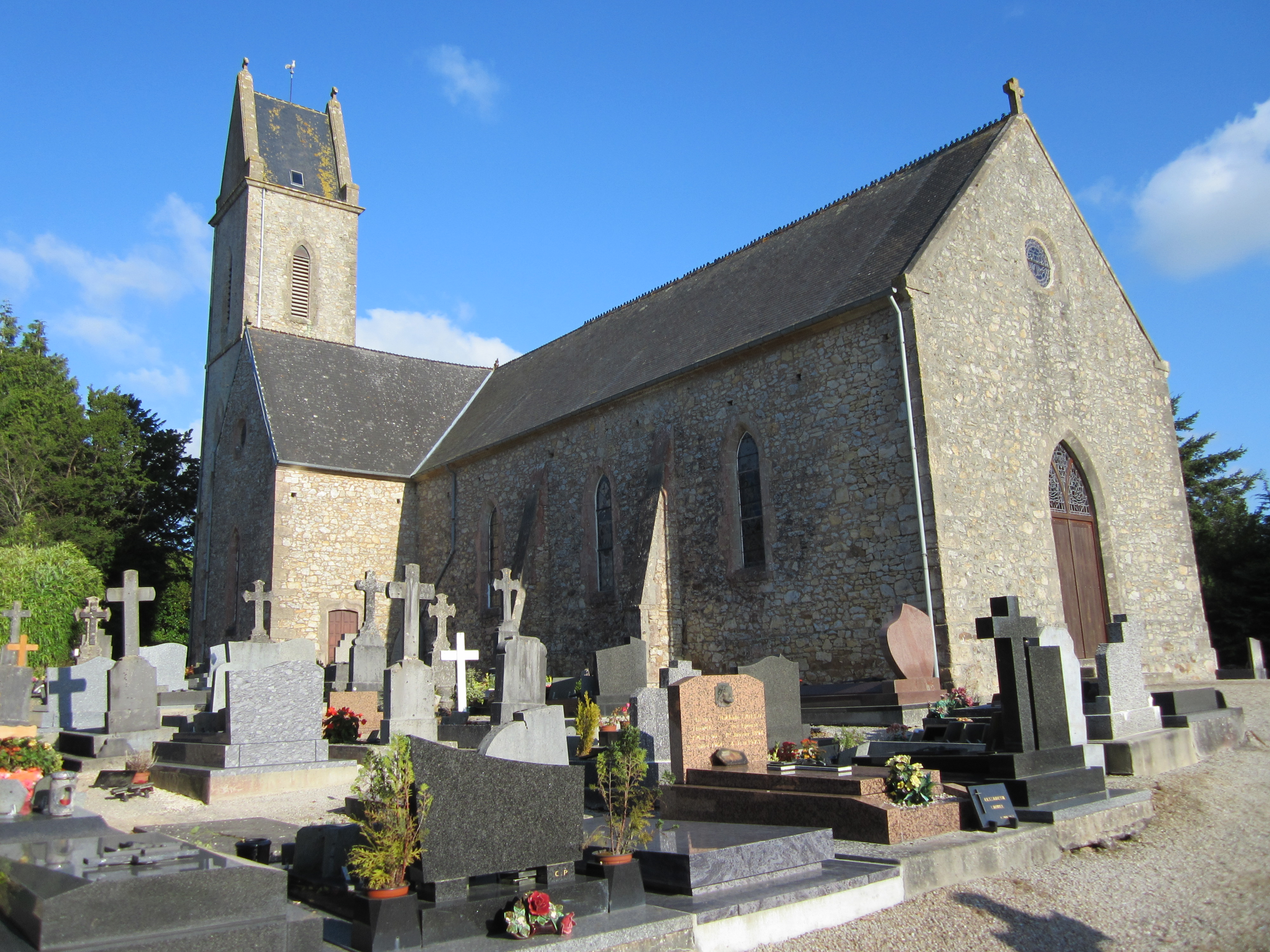
Kirche Notre-Dame des Anges
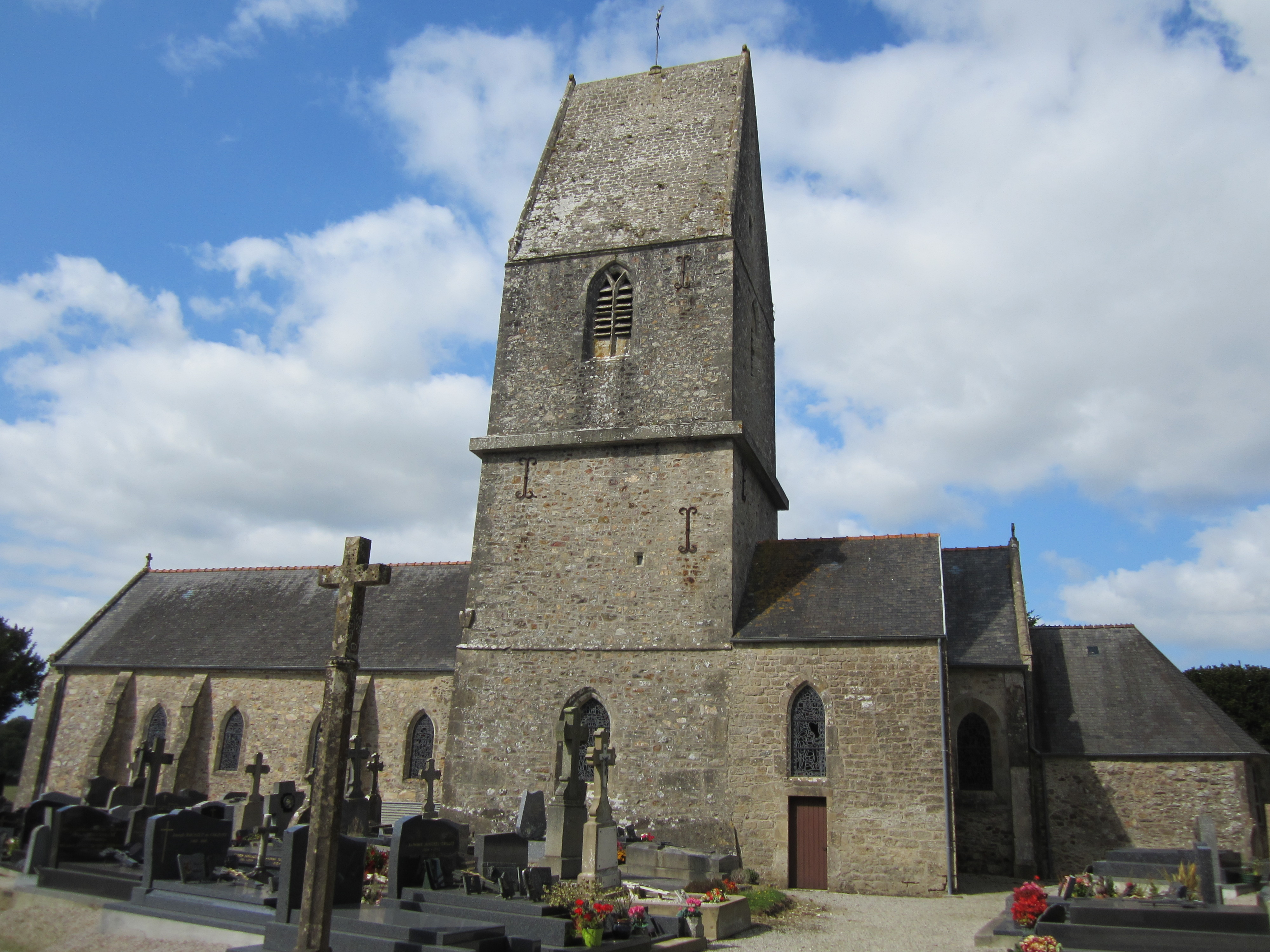
Kirche Saint-Grégoire